# NGC 788
NGC 788 ist eine Linsenförmige Galaxie mit aktivem Galaxienkern vom Hubble-Typ S0/a im Sternbild Walfisch südlich der Ekliptik. Sie ist schätzungsweise 183 Millionen Lichtjahre von der Milchstraße entfernt und hat einen Durchmesser von etwa 85.000 Lichtjahren. 

Gemeinsam mit NGC 829, NGC 830, NGC 842 und IC 183 bildet sie die NGC 788-Gruppe.
Die Typ-Ia-Supernova SN 1998dj wurde hier beobachtet.
Das Objekt wurde am 10. September 1785 vom deutsch-britischen Astronomen William Herschel entdeckt.

## NGC 788-Gruppe (LGG 44)
| Galaxie | Alternativname | Entfernung/Mio. Lj |
| ------- | -------------- | ------------------ |
| NGC 788 | PGC 7656       | 183                |
| NGC 829 | PGC 8182       | 182                |
| NGC 830 | PGC 8201       | 173                |
| NGC 842 | PGC 8258       | 173                |
| IC 183  | PGC 7538       | 171                |